# Pauline de Tourzel
Pauline de Tourzel, född 1771, död 1839, var en fransk memoarskrivare. Hon är känd för sina memoarer, som beskriver hennes liv under franska revolutionen.

## Biografi
Pauline de Tourzel var dotter till markis Louis de Tourzel och Louise-Elisabeth de Tourzel. Hennes mor utnämndes till guvernant för kung Ludvig XVI:s och Marie Antoinettes barn strax efter revolutionens utbrott 1789, och Pauline de Tourzel kom genom sin mors arbete att ingå i kungafamiljens privata vardagsumgänge på Tuilerierna i Paris utan att behöva genomgå en hovpresentation. Hon beskrivs som en omtyckt vän och lekkamrat för båda kungabarnen, särskilt kronprinsen.
Under Stormningen av Tuilerierna (10 augusti) separerades hon från sin mor, som följde med kungafamiljen till nationalförsamlingen, men blev tillsammans med Louise-Emmanuelle de Châtillon eskorterad från palatset av en av demonstranterna. Hon och hennes mor följde med den före detta kungafamiljen till fångenskapen i Le Temple, men flyttades därifrån med modern och prinsessan de Lamballe till fängelset La Force. Under septembermorden smugglades Pauline de Tourzel ut ur fängelset av en inte närmare identifierad brittisk "Monsieur Hardi", och återförenades sedan med sin mor sedan denna blivit frikänd och frisläppt. De var båda fängslade under skräckväldet, men släpptes efter Robespierres fall.
Pauline de Tourzel gifte sig 1797 med greve Alexandre Léon Luce de Galard de Brassac de Béarn. Efter den bourbonska restaurationen 1814 blev hon hovdam till Marie Therese av Frankrike, och tjänstgjorde som sådan 1814–1830.